# Cabazita-Ca
La cabazita-Ca és un mineral de la classe dels silicats, el membre amb calci dominant de la sèrie de la cabazita, que pertany al grup de les zeolites. Va ser anomenada així l'any 1788 per Louis-Augustin Bosc d'Antic, del grec chabazios (to o melodia), una de les vint pedres esmentades en el poema Peri litos, que exaltaven les virtuts dels minerals. El poema s'atribueix a Orfeu, llegendari fundador de la secta òrfica, que va florir a Grècia en els primers segles.

## Característiques
La cabazita-Ca és un silicat de fórmula química (Ca,K₂,Na₂)₂[Al₂Si₄O₁₂]₂·12H₂O. Cristal·litza en el sistema triclínic normalment en forma de cristalls pseudoromboèdrics, quasi cúbics, de fins a 4,5 cm. La seva duresa a l'escala de Mohs és de 4 a 5.
Segons la classificació de Nickel-Strunz, la cabazita-Ca pertany a «02.GD: Tectosilicats amb H₂O zeolítica; cadenes de 6-enllaços – zeolites tabulars» juntament amb els següents minerals: gmelinita-Ca, gmelinita-K, gmelinita-Na, willhendersonita, cabazita-K, cabazita-Na, cabazita-Sr, cabazita-Mg, levyna-Ca, levyna-Na, bellbergita, erionita-Ca, erionita-K, erionita-Na, offretita, wenkita, faujasita-Ca, faujasita-Mg, faujasita-Na, maricopaïta, mordenita, dachiardita-Ca, dachiardita-Na, epistilbita, ferrierita-K, ferrierita-Mg, ferrierita-Na i bikitaïta.

## Formació i jaciments
La cabazita-Ca sol formar-se en les roques volcàniques i és més difícil torbar-la en calcàries i esquists. També s'ha trobat dipositada a les cavitats i a les juntes de filons hidrotermals.
Va ser descoberta a Colle del Lares, a la vall de San Nicolò (Província de Trento, Trentino-Alto Adige, Itàlia). És una zeolita comuna que ha estat trobada en molts indrets d'Europa, Amèrica del Nord i Austràlia.